# Philippine Stock Exchange Index
| Philippine Stock Exchange Index | Philippine Stock Exchange Index |
| Stammdaten                      | Stammdaten                      |
| ------------------------------- | ------------------------------- |
| Staat                           | Philippinen                     |
| Börse                           | Philippine Stock Exchange       |
| ISIN                            | nicht bekannt                   |
| WKN                             | nicht bekannt                   |
| Symbol                          | PSEI                            |
| RIC                             | ^PSEI                           |
| Bloomberg-Code                  | PCOMP <INDEX>                   |
| Kategorie                       | Aktienindex                     |
| Typ                             | Kursindex                       |
| Familie                         | PSE Indices                     |

Der Philippine Stock Exchange Index, kurz PSEi (früher PSE Composite Index, PHISIX) ist der führende Aktienindex der Philippinen. In ihm sind die 30 größten Aktiengesellschaften an der Philippine Stock Exchange (PSE) gelistet.

## Berechnung
Der Philippine Stock Exchange Index (PSEi) ist ein Kursindex, in dem die 30 größten und liquidesten Titel an der Philippine Stock Exchange (PSE) gelistet sind. Ermittelt werden die Anteile in Abhängigkeit von der Marktkapitalisierung (auf Streubesitz-Basis), für die Indexaufnahme selbst wird zudem ein hoher Wert auf die Handelsliquidität gelegt. Bei der Berechnung wird eine begrenzte Messperiode betrachtet und die einzelnen Werte werden in Philippinischen Peso berechnet.
Der Indexstand wird ausschließlich auf Grund der Aktienkurse ermittelt und nur um Erträge aus Bezugsrechten und Sonderzahlungen bereinigt. Kapitalmaßnahmen wie Aktiensplits haben keinen (verzerrenden) Einfluss auf den Index. Die Berechnung wird während der PSE-Handelszeit von 9:30 Uhr bis 12:10 Uhr Ortszeit (1:30 Uhr bis 4:10 Uhr MEZ) laufend aktualisiert. Eine direkte Anlage in den gesamten Index ist schwierig umzusetzen. Grundsätzlich ist eine Investition an der PSE selbst über Zertifikate nur über eine Auswahl der im PSEi enthaltenen Aktiengesellschaften möglich.
Die im Index notierten Unternehmen decken ein breites Branchenspektrum ab. Ein bedeutendes Gewicht haben dabei vor allem die Sektoren Industrie, Finanzen, Dienstleistungen, Holdings, Immobilien sowie Bergbau und Öl. Bei den Einzeltiteln fallen vor allem 5 Unternehmen auf, die zusammen für rund 40 Prozent des Indexwertes sorgen: Die Telekommunikationsgesellschaft Philippine Long Distance Telephone Company, der Mischkonzern Aboitiz Equity Ventures, die Bank of the Philippine Islands, das Immobilienunternehmen Ayala Land und der Mischkonzern SM Investments.

## Geschichte

### 20. Jahrhundert
Der Index startete am 2. Januar 1985 unter dem Namen MSE Composite Index mit einem Basiswert von 100 Punkten. Die Rückrechnung erfolgte bis 1980. Am 28. Februar 1990 wurde der Index in PSE Composite Index (PHISIX) umbenannt und der Basiswert auf 1.022,045 Punkte festgelegt. Am 23. Dezember 1992 schlossen sich die Manila Stock Exchange (MSE) und die Makati Stock Exchange (MkSE) zur Philippine Stock Exchange (PSE) zusammen.
Infolge der Liberalisierung des Finanzsektors entstand Ende der 1980er/Anfang der 1990er Jahre ein Kreditboom in den Philippinen. Das Wachstum des Kreditvolumens lag in dieser Zeit im Durchschnitt bei 8 bis 10 Prozent über den Wachstumsraten des Bruttoinlandsproduktes (BIP). Ein immer größerer Teil der Kredite wurde dabei zum Kauf von Aktien und Immobilien eingesetzt. Die Folge war ein Anstieg des Aktienmarktes und ein starkes Ansteigen der Immobilienpreise. Im Juli 1987 beendete der Index den Handel bei 1.337,59 Punkten. Seit Januar 1985 beträgt der Gewinn 1.238 Prozent.
Nach dem Schwarzen Montag am 19. Oktober 1987 an der New York Stock Exchange, als der Wert des Dow-Jones-Index um 22,6 Prozent einbrach, sank der MSE Composite wieder. Im November 1987 beendete er den Handel bei 626,18 Punkten. Der Verlust seit Juli 1987 beträgt 53,2 Prozent. Am 20. November 1989 schloss der philippinische Leitindex bei 1.396,26 Punkten und damit um 123,0 Prozent höher.
Ein Jahr später, am 5. Oktober 1990, beendete der Index den Handel bei 516,21 Punkten und damit um 63,0 Prozent tiefer. Am 13. September 1993 schloss der Aktienindex zum ersten Mal über der 2.000-Punkte-Marke und am 23. Dezember 1993 über der Grenze von 3.000 Punkten. Am 4. Januar 1994 beendete der PHISIX den Handel bei 3.346,79 Punkten und damit um 548,6 Prozent höher als im Oktober 1990.
Am 30. September 1994 wurde der PSE Composite Index einer Revision unterzogen und der Basiswert auf 2.922,21 Punkte festgelegt.
Ein Jahr später, am 20. November 1995, schloss der PHISIX bei 2.196,48 Punkten. Der Verlust seit Januar 1994 liegt bei 34,4 Prozent. In den folgenden 14 Monaten stieg der Aktienindex um 57,0 Prozent. Am 3. Februar 1997 beendete das Börsenbarometer den Handel bei 3.447,60 Punkten.
Im Verlauf der Asienkrise kam es zu einem massiven Kapitalabfluss, der eine Wirtschaftskrise im Land auslöste. Durch die Krise waren die Anleger in den Philippinen nervös geworden und zogen ihr Geld ab. Dadurch geriet die Währung, der Philippinische Peso, unter Druck. Zeitgleich hatte die philippinische Regierung einen hohen Bedarf für kurzfristige Kredite, um Lücken im Haushalt zu schließen. Im Zuge der Krise verlor der PHISIX an Wert. Am 11. September 1998 schloss er bei 1.082,18 Punkten und damit 68,6 Prozent tiefer als im Februar 1997. Es ist der größte Sturz in der Geschichte des PHISIX.
Im Jahr 1999 erholte sich der Index von seinen Tiefstständen während der Asienkrise. Bis zum 5. Juli 1999 stieg er auf einen Schlussstand von 2.621,67 Punkten. Das war seit September 1998 ein Zuwachs von 142,3 Prozent.

### 21. Jahrhundert
Nach dem Platzen der Spekulationsblase im Technologiesektor (Dotcom-Blase) fiel der philippinische Leitindex bis zum 24. Oktober 2001 auf einen Tiefststand von 979,34 Punkten. Das war ein Rückgang seit Juli 1999 um 62,7 Prozent. Der 24. Oktober 2001 bedeutet das Ende der Talfahrt. Ab Herbst 2001 begann der PHISIX wieder zu steigen.
Am 3. April 2006 erfolgte eine erneute Revision des PSE Composite Index und die Umbenennung in Philippine Stock Exchange Index (PSEi).
Am 8. Oktober 2007 schloss der PSEi mit 3.873,50 Punkten auf einem Rekordstand. Das war seit Oktober 2001 ein Anstieg um 295,7 Prozent.
Im Verlauf der internationalen Finanzkrise, die im Sommer 2007 in der US-Immobilienkrise ihren Ursprung hatte, begann der Index wieder zu sinken. Ab dem 3. Quartal 2008 wirkte sich die Krise zunehmend auf die Realwirtschaft aus. In Folge brachen die Aktienkurse weltweit ein. Am 23. Oktober 2008 schloss das Börsenbarometer mit 1.995,92 Punkten unter der 2.000-Punkte-Marke. Einen neuen Tiefststand erzielte der PSEi am 28. Oktober 2008, als er den Handel bei 1.704,41 Punkten beendete. Das entspricht einem Rückgang seit Oktober 2007 um 56,0 Prozent.
Der 28. Oktober 2008 markiert den Wendepunkt der Talfahrt. Ab dem Herbst 2008 war der Index wieder auf dem Weg nach oben. Am 16. September 2010 schloss er erstmals über der 4.000-Punkte-Marke. Am 9. Januar 2013 markierte der PSEi mit einem Schlussstand von 6.091,18 Punkten ein Allzeithoch. Der Gewinn seit dem 28. Oktober 2008 liegt bei 257,5 Prozent.

### Höchststände
Die Übersicht zeigt die Allzeithöchststände des Philippine Stock Exchange Index.
|                   | Punkte   | Datum       |
| ----------------- | -------- | ----------- |
| im Handelsverlauf | 9.078,37 | Januar 2018 |

### Meilensteine
Die Tabelle zeigt die Meilensteine des Philippine Stock Exchange Index.
| Erster Schlussstand über | Schlussstand in Punkten | Datum              |
| ------------------------ | ----------------------- | ------------------ |
| 1.000                    | 1.000,00                | 25. Februar 1987   |
| 1.500                    | 1.513,11                | 4. Juni 1992       |
| 2.000                    | 2.003,62                | 13. September 1993 |
| 2.500                    | 2.508,65                | 3. November 1993   |
| 3.000                    | 3.044,84                | 23. Dezember 1993  |
| 3.500                    | 3.505,03                | 22. Mai 2007       |
| 4.000                    | 4.005,46                | 16. September 2010 |
| 4.500                    | 4.507,04                | 20. Juli 2011      |
| 5.000                    | 5.010,79                | 5. März 2012       |
| 5.500                    | 5.500,58                | 20. November 2012  |
| 6.000                    | 6.044,91                | 7. Januar 2013     |

### Jährliche Entwicklung
Die Tabelle zeigt die jährliche Entwicklung des bis 1980 zurückgerechneten Philippine Stock Exchange Index.
| Jahr | Schlussstand in Punkten | Veränderung in Punkten | Veränderung in % |
| ---- | ----------------------- | ---------------------- | ---------------- |
| 1980 | 256,78                  |                        |                  |
| 1981 | 183,91                  | −72,87                 | −28,38           |
| 1982 | 170,36                  | −13,55                 | −7,37            |
| 1983 | 167,49                  | −2,87                  | −1,68            |
| 1984 | 100,29                  | −67,20                 | −40,12           |
| 1985 | 131,19                  | 30,90                  | 30,81            |
| 1986 | 424,81                  | 293,62                 | 223,81           |
| 1987 | 813,17                  | 388,36                 | 91,42            |
| 1988 | 841,65                  | 28,48                  | 3,50             |
| 1989 | 1.104,57                | 262,92                 | 31,24            |
| 1990 | 651,78                  | −452,79                | −40,99           |
| 1991 | 1.151,87                | 500,09                 | 76,73            |
| 1992 | 1.256,22                | 104,35                 | 9,06             |
| 1993 | 3.196,08                | 1.939,86               | 154,42           |
| 1994 | 2.785,81                | −410,27                | −12,84           |
| 1995 | 2.594,18                | −191,63                | −6,88            |
| 1996 | 3.170,56                | 576,38                 | 22,22            |
| 1997 | 1.869,23                | −1.301,33              | −41,04           |
| 1998 | 1.968,78                | 99,55                  | 5,33             |
| 1999 | 2.142,97                | 174,19                 | 8,85             |
| 2000 | 1.494,50                | −648,47                | −30,26           |
| 2001 | 1.168,08                | −326,42                | −21,84           |
| 2002 | 1.018,41                | −149,67                | −12,81           |
| 2003 | 1.442,37                | 423,96                 | 41,63            |
| 2004 | 1.822,83                | 380,46                 | 26,38            |
| 2005 | 2.096,04                | 273,21                 | 14,99            |
| 2006 | 2.982,54                | 886,50                 | 42,29            |
| 2007 | 3.621,60                | 639,06                 | 21,43            |
| 2008 | 1.872,85                | −1.748,75              | −48,29           |
| 2009 | 3.052,68                | 1.179,83               | 63,00            |
| 2010 | 4.201,14                | 1.148,46               | 37,62            |
| 2011 | 4.371,96                | 170,82                 | 4,07             |
| 2012 | 5.812,73                | 1.440,77               | 32,95            |
| 2013 | 5.889,83                | 77,10                  | 1,33             |
| 2014 | 7.230,57                | 1.340,74               | 22,76            |
| 2015 | 6.952,08                | −278,49                | −3,85            |
| 2016 | 6.840,64                | −111,44                | −1,60            |
| 2017 | 8.558,42                | 1.717,78               | 25,11            |
| 2018 | 7.466,02                | −1.092,40              | −12,76           |
| 2019 | 7.815,26                | 349,24                 | 4,68             |
| 2020 | 7.139,71                | −675,55                | −8,64            |
| 2021 | 7.334,56                | 194,85                 | 2,73             |
| 2022 | 6.566,39                | −768,17                | −10,47           |
| 2023 | 6.450,04                | −116,35                | −1,77            |

## Zusammensetzung
Der Philippine Stock Exchange Index setzt sich aus folgenden Unternehmen zusammen (Stand: 1. April 2011).
| Name                                         | Branche           | Indexgewichtung in % |
| -------------------------------------------- | ----------------- | -------------------- |
| ABS-CBN Broadcasting Corporation             | Medien            | 0,94                 |
| Ayala Corporation                            | Mischkonzerne     | 4,76                 |
| Aboitiz Equity Ventures                      | Mischkonzerne     | 6,71                 |
| Alliance Global Group                        | Nahrungsmittel    | 3,18                 |
| Ayala Land                                   | Immobilien        | 6,62                 |
| Aboitiz Power                                | Versorger         | 3,54                 |
| Banco de Oro Universal Bank                  | Banken            | 3,76                 |
| Bank of the Philippine Islands               | Banken            | 6,63                 |
| Chinabank                                    | Banken            | 1,81                 |
| DMCI Holdings                                | Bauhauptgewerbe   | 1,93                 |
| Energy Development Corporation               | Öl und Gas        | 4,37                 |
| First Gen Corporation                        | Versorger         | 0,95                 |
| Filinvest Land                               | Immobilien        | 0,85                 |
| First Philippine Holdings Corporation        | Versorger         | 1,26                 |
| Globe Telecom                                | Telekommunikation | 1,72                 |
| International Container Terminal Services    | Hafenbetreiber    | 2,56                 |
| JG Summit Holdings                           | Mischkonzerne     | 3,09                 |
| Jollibee                                     | Nahrungsmittel    | 2,46                 |
| Lepanto Consolidated Mining Company A-Aktien | Bergbau           | 0,74                 |
| Lepanto Consolidated Mining Company B-Aktien | Bergbau           | 0,52                 |
| Metropolitan Bank and Trust Company          | Banken            | 4,92                 |
| Megaworld Corporation                        | Immobilien        | 1,48                 |
| Meralco                                      | Versorger         | 1,62                 |
| Manila Water                                 | Versorger         | 2,87                 |
| Philex Mining Corporation                    | Bergbau           | 1,57                 |
| Robinsons Land Corporation                   | Immobilien        | 1,28                 |
| SM Investments Corporation                   | Mischkonzerne     | 5,96                 |
| SM Prime Holdings                            | Einzelhandel      | 3,35                 |
| Philippine Long Distance Telephone Company   | Telekommunikation | 14,81                |
| Universal Robina                             | Nahrungsmittel    | 1,68                 |